# اعتلال الأعصاب الموروث مع قابلية الشلل الانضغاطي
اعتلال الأعصاب الموروث مع قابلية الشلل الانضغاطي (إتش إن بّي بّي) هو أحد أنواع اعتلالات الأعصاب المحيطية المؤثرة على الأعصاب. قد يؤدي الضغط على الأعصاب إلى أحاسيس الوخز، والخدر والألم، والضعف، والضمور العضلي وحتى شلل المنطقة المصابة. تتلاشى هذه الأعراض بسرعة لدى الأشخاص السليمين، لكن تؤدي فترات الضغط القصيرة حتى إلى ظهور هذه الأعراض لدى الأفراد الذين يعانون من «إتش إن بّي بّي». يستمر الشلل من دقائق أو أيام قليلة إلى أسابيع وحتى أشهر عديدة.
ينجم «إتش إن بّي بّي» عن طفرة في الجين «بّي إم بّي 22»، المسؤول عن صنع بروتين الميالين المحيطي 22. يلعب هذا البروتين دورًا في الحفاظ على غمد الميالين العازل للأعصاب، ما يسبب اضطراب موصلية الأعصاب. يمثل «إتش إن بّي بّي» جزءًا من مجموعة اضطرابات الاعتلال العصبي الحركي والحسي الموروث (إتش إم إس إن) ويرتبط بمرض شاركو-ماري-توث (سي إم تي).

## العلامات والأعراض
تختلف الأعراض وظهور هذه الأعراض من مريض لآخر؛ يُشخص المرض لدى بعض الأفراد في الطفولة بينما يُشخص في أحيان أخرى لدى البالغين، يبلّغ بعض المصابين عن مشاكل خفيفة بينما يختبر البعض إعاقات وصعوبات شديدة. في كثير من الحالات، تبقى الأعراض خفيفة ما يؤدي إلى عدم ملاحظتها. تختلف الفترة الزمنية بين النوبات أيضًا من فرد لآخر. لم يثبت تأثير «إتش إن بّي بّي» على مدة الحياة، إلا أنه مسؤول عن انخفاض نوعية الحياة في بعض الحالات. أبلغ بعض الناجين (10-15%) ألمًا متنوعًا متزايدًا في الشدة مع تقدم المرض. تشمل الأعصاب المصابة الأكثر شيوعًا العصب الشظوي في رأس عظم الشظية (الساق والقدم)، والعصب الزندي في المرفق (الذراع) والعصب المتوسط في المعصم (راحة اليد، والإبهام والأصابع)، لكن يمكن إصابة أي عصب محيطي. تشمل العلامات / الأعراض ما يلي (تسبب الأعصاب المختلفة أعراضًا مختلفة، مثل تسبب العصب الشظوي في تدلي القدم):
- القدم الجوفاء (أقل شيوعًا)[4]
- الألم العضلي الليفي[5]
- ضعف العضلات
- تدلي القدم[6]
- خدر الأصابع
- ضعف الذراع

## التشخيص
قد يعطي قياس سرعة توصيل العصب مؤشرًا على وجود المرض. تشمل وسائل تأكيد التشخيص الأخرى كلًا مما يلي:
- التاريخ العائلي
- الفحص الجيني
- المستلفت
- مخطط الجينات المتعددة
- الفحص الجسمي (افتقار منعكس الكاحل)